# Kaddisch (Film, 1924)
Kaddisch ist ein in Schwarzweiß gedrehter Stummfilm von Adolf Edgar Licho aus dem Jahr 1924.

## Handlung
Gegenstand des Films ist ein einem frommen Juden angedichteter Ritualmord.

„Eine Dorftragödie aus dem Osten Europas: ein im Glauben einfältiger Jude wird zu Unrecht des Kindesmordes bezichtigt, aber er nimmt aus dem Totengebet, dem Kaddisch, so viel Trost, daß er die Schicksalsschläge durch innere Erleuchtung überwindet und sie ihm nichts als Prüfungen des Herrn sind.“

## Produktion
Der Film wurde von Adolf Edgar Licho nach einem Drehbuch von Alfred Fekete für die Licho-Film GmbH inszeniert und produziert. Da Licho zugleich auch die männliche Hauptrolle übernahm, assistierte ihm Hans Sturm, ein langjährige Mitarbeiter Paul Wegeners, bei der Inszenierung.
Der Film wurde im Format 35 mm (1:1.33) gedreht. Die Filmbauten gestalteten Walter Röhrig und Robert Herlth. Für die Außen- bzw. Innenaufnahmen waren unterschiedliche Kameramänner verantwortlich. Die Studiobilder in Weißensee photographierte Willibald Gaebel, die Außenszenen drehte Paul Lieberenz. Aufnahmen ritueller Szenen entstanden in Gegenwart namhafter jüdischer Geistlicher.

## Veröffentlichung
Die Premiere des Films fand am 26. September 1924 in Berlin statt.

## Rezeption
„Die langsam verströmende Handlung ist in ein Mosaik von Einzelzügen aus dem Leben der Ostjuden gebettet. Es fehlt nicht an humoristischen Szenen, die grotesk anmuten, aber trotzdem lebenswahr sind. Wenn natürlich auch die kultlichen Handlungen einen breiten Raum einnehmen.
A.E. Licho hatte einen Stab ausgezeichneter Darsteller um sich versammelt. Es lag am Thema, daß von den Frauen stärkere Wirkungen als von den Männern ausgingen. Lia Eibenschütz, Ilka Grüning, Lucie Höflich waren unübertrefflich. Fräulein Eibenschütz reift von Rolle zu Rolle. Von den Herren erscheinen besonders Rudolf Lettinger und Carl Ziegold erwähnenswert. Hohes Lob verdient auch die Photographie von Paul Lieberenz, die in den Freiaufnahmen […] von außerordentlicher Feinheit war.
Es muß ganz besonders der Takt gelobt werden, mit dem A. E. Licho das an sich heikle Thema zu gestalten und aus dem Milieu heraus feinfühlig darzustellen wußte.“